# Каргали (Чекмагушівський район)
Каргали́ (рос. Каргалы, башк. Ҡарғалы) — село у складі Чекмагушівського району Башкортостану, Росія. Входить до складу Тузлукушевської сільської ради.
Населення — 161 особа (2010; 196 у 2002).
Національний склад:
- татари — 59 %
- башкири — 41 %